# Hippopsis assimilis
Hippopsis assimilis är en skalbaggsart som beskrevs av Stefan von Breuning 1940. Hippopsis assimilis ingår i släktet Hippopsis och familjen långhorningar.
Artens utbredningsområde är Venezuela. Inga underarter finns listade i Catalogue of Life.